# تعلم رسمي

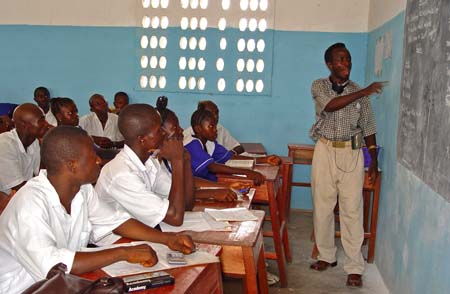

التعلم الرسمي هو عملية تعليمية مقصودة تتم بشكل نظامي في المدرسة أو التعليم العال أو الجامعة على أيدي معلمين مدربين وهو أحد أنواع التعلم الثلاث طبقا لتقسيم منظمة التعاون الاقتصادي والتنمية. فالنوعين الأخرين هما التعلم غير النظامي والذي يتم بشكل طبيعي وتلقائي منخلا لا لقيام بأنشطة أخرى ، والتعلم غير الرسمي والذي يتضمن كل شيء أخر مثلا لتعليمات الرياضية التي يمليها مدربون غير تربويين على المتدربين بدون منهج دراسي رسمي.

## نظرية التعلم الرسمي
نظرية التعلم الرسمي هي الدراسة الرسمية للمشاكل الحثية وحلولها الجوهرية وفقا للمعايير الذهنية والحسابية. نظرية البرمجة المتشعبة لديها القليل لتساهم به في نظرية التعليم الرسمي خاصة فيما يتعلق بـ:
1. أهمية الطريقة والأطر المنهجية الموصى بها.
2. فكرة إضعاف معيار التقارب إدخال المزيد من المشكلات في نطاق الدراسة الموثوقة والفعالة.

## أصل نظرية التعلم الرسمي
ظهر أول بحث عن نظرية المصداقية المنطقية تحت مسمى نظرية التعلم الرسمي، الاسم الذي وضعه (أوشيرسون واخرون 1986). ويعنبر هذا الاسم مضللا حيث يقدم دراسة عن كيفية تعلم الدارسين. وأعاد كيفين كيلي تسمية هذا المنهج باسم نظرية المعرفة الحسابية (1991،1996) مما يعكس جذوره التاريخية المرتبطة بالنظرية الحسابية ويتجنب الفهم الخاطئ .
يقدم علماء الحاسب الآلي برامج وخوارزميات لمختلف الأغراض التجريبية ،ومن هذا المنظور فإن التعلم هو نقطة التقاء يمكن الوثوق بها لتصحيح الإجابات عن مختلف الأسئلة التجريبية. لذلك فإن نظرية التعلم هي الدراسة الرسمية للمشكلات الإستقرائية ومدى تعقدها وإمكانية الحل لكل من العوامل الذهنية وعوامل تورنج الحسابية. 
في منتصف الستينات من القرن الماضي، أضاف (جولد 1967) نظرية تعلم الرسمي لنظريات اكتساب اللغة حيث يطلب من الطفل أن يتلاقى بشكل موثوق فيه مع قواعد لغته الطبيعية.باختصار شديد . وبالتزامن وضع هيلاري بوتنام(بوتنام 1963) نظرية عن التعلم ينتقد بها نظرية كارناب التأكيدية عزم من خلالها على عرض معايير كارناب المسوغة فيما يتعلق باحتمالية نظريته التأكيدية حيث توجد الفرضية التي تنص على أن خوارزميات كارناب الإستقرائية لا يمكن تعلمها حتى مع وجود كل الافتراضات المطلوبة والممكنة. بالإضافة إلى ذلك قدم (بلام وبلام 1975) و(انجلوين1980) حلولا رياضية للمشكلات الإستقرائية.
لم يتم فهم نظرية التعلم الرسمي بين الفلاسفة بشكل واضح ربما لأنهم وجدوا صعوبة في تطبيق النتائج المتعلقة بالإستقرائية على الفلسفة التقليدية القديمة. وقد خضعت نظرية التعلم الرسمي للتساؤل في فلسفة العلوم وعلم المناهج ونظرية المعرفة وذلك بفضل الجهد الذي بذله كيفين كيلي، كلارك جليمور، دان أوشيرسون وأخرون.

## المصداقية المنطقية
تقدم نظرية التعلم الرسمي مفهوما محددا لمصداقية المناهج ولكن هذا المفهوم لا يلعب دورا كشرطا للمعرفة. وتلعب نظرية التعلم دورا هاما في الدراسات المعرفية بالرغم من عدم كونها نموذج معرفيا بحد ذاتها.

## الوصلات الخارجية
http://mot.ruc.dk/flt.htm نسخة محفوظة 5 مارس 2016 على موقع واي باك مشين.